# Macrodon mordax
Macrodon mordax és una espècie de peix de la família dels esciènids i de l'ordre dels perciformes.

## Morfologia
- Els mascles poden assolir 50 cm de longitud total.[4][5]

## Alimentació
Menja crustacis, peixos i cefalòpodes.

## Hàbitat
És un peix de clima tropical (9°N-2°N) i bentopelàgic.

## Distribució geogràfica
Es troba a l'oceà Pacífic oriental: des de Panamà fins a l'Equador.

## Ús comercial
La seua carn és excel·lent per a l'alimentació humana.

## Observacions
És inofensiu per als humans.